# Блъфдейл
Блъфдейл (на английски: Bluffdale) е град в окръг Солт Лейк, щата Юта, САЩ. Блъфдейл е с население от 17 412 жители (2000) и обща площ от 42,6 km². Намира се на 1352 m надморска височина. ЗИП кодът му е 84065, а телефонният му код е 385, 801.